# ブラウンズビル (哨戒フリゲート)
| 画像をアップロード | |
| 艦歴               | |
| 発注               | |
| 起工               | 1943年9月14日                                                                                                   |
| 進水               | 1943年11月14日                                                                                                  |
| 就役               | 1944年5月6日 |
| 退役               | 1946年4月15日                                                                                                   |
| その後             | 1947年9月30日にスクラップとして売却                                                                             |
| 除籍               | 1946年9月25日                                                                                                   |
| 性能諸元           | |
| 排水量             | 基準 1,430トン 満載 2,415トン                                                                                   |
| 全長               | 303 ft 11 in (92.6 m)                                                                                           |
| 全幅               | 37 ft 6 in (11.4 m)                                                                                             |
| 吃水               | 13 ft 8 in (4.1 m)                                                                                              |
| 機関               | ボイラー3基 5,500軸馬力 タービン2基 2軸推進                                                                     |
| 最大速力           | 20ノット (37 km/h)                                                                                              |
| 航続距離           | |
| 乗員               | 190名 |
| 兵装               | 3インチ50口径対空砲3門 40mm機関砲 4門 20mm機関砲 9門 ヘッジホッグ 1基 対潜爆雷投射機（Y砲）8基 爆雷投下軌条 2条 |

ブラウンズビル（USS Brownsville, PF-10）は、アメリカ海軍の哨戒フリゲート。タコマ級フリゲートの1隻。艦名はテキサス州ブラウンズビルに因む。

## 艦歴
ブラウンズビルは海事委任契約（船体番号1428）の下1943年9月14日にカリフォルニア州リッチモンドのカイザー・カーゴ社で起工した。1943年11月14日にリリアン・ラニヨン・ガーニー夫人によって命名、進水し、1944年5月6日に艦長ホリス・M・ワーナー沿岸警備隊中佐の指揮下就役した。
4月6日から6月19日までかけてリッチモンドで艤装を行ったブラウンズビルは、作業完了後カリフォルニア州サンディエゴに向けて出航した。サンディエゴでは1ヶ月の整調訓練を行う。7月21日、訓練を終了するとアラメダおよびオークランドでの整調後信頼性試験を行う。9月末に修理を終え、9月28日にサンディエゴで任務に就く。
ブラウンズビルはウェスタン・シー・フロンティアで海軍での簡潔な経歴を過ごした。1944年9月から1945年4月にかけてカリフォルニア州南部区域に配属され、サンディエゴ沖で作戦活動を行う。ブラウンズビルは哨戒および沿岸航路の護衛、揚陸訓練、対潜演習に従事した。1945年4月にカリフォルニア州北部区域に移動し、サンフランシスコ湾入り口での短期巡視後、サンフランシスコ沖での気象観測および航空警戒任務に就く。任務はトレジャーアイランドでの定期修理でしばしば中断され、その後1946年4月15日にブラウンズビルは海軍を退役した。海軍退役後は沿岸警備隊に移管され任務に就いた。
沿岸警備隊での活動は8月までの期間であった。1946年8月2日に沿岸警備隊を退役、再び海軍に移管される。海軍でも余剰感と認定されたブラウンズビルはワシントン州シアトルに1年以上係留され、1946年9月25日に除籍、1947年9月30日にフランクリン・シップレッキング社にスクラップとして売却された。